# Het dappere duimpje
Het dappere duimpje is een  stripverhaal uit de reeks van Jerom, uitgegeven door de Standaard Uitgeverij in 1987.

## Locaties
Dit verhaal speelt zich af op de volgende locaties:
- asteroïde van Astrotol, planeet van Klein Duimpje, paleis van de koning, kamp van vijandige koning, huis van Dolly en de kinderen

## Personages
In dit verhaal spelen de volgende personages mee:
- Jerom, Astrotol, Dolly, Klein Duimpje en andere kinderen, reus en reuzin, koning, koning Bruttenbol, prinses Leedidi, mannen van de vijandige koning, bevolking

## Het verhaal
Jerom en Dolly zijn op bezoek bij Astrotol als hij door zijn telescoop ziet dat er iets niet pluis is op de planeet van Klein Duimpje. Jerom en Dolly gaan op weg naar de planeet. Ze horen van Klein Duimpje hoe hij is achtergelaten door zijn ouders, broodkruimels strooide en bij de reuzen terecht kwam. Ook vertelt Klein Duimpje hoe hij de zevenmijlslaarzen stal en terugkeerde bij zijn ouders. Klein Duimpje werd door zijn ouders en broers en zusters uitgelachen, omdat hij zo klein is. Hij zocht werk en is nu koerier van de koning. Jerom en Dolly volgen Klein Duimpje naar het paleis, maar komen de woedende reus tegen. Na enige schermutselingen bereiken ze het paleis en worden door de koning ontvangen.
Hij vertelt dat de vijandige koning Bruttenbol zijn dochter, prinses Leedidi, ten huwelijk heeft gevraagd. Er ontstond een oorlog toen dit geweigerd werd. Leedidi is toen toch naar de vijandige koning gegaan om toch met hem te trouwen. Klein Duimpje zoekt Leedidi en hoort van haar dat zij zich wil opofferen, zodat het volk een oorlog bespaard wordt. Klein Duimpje wil een duel aangaan met de vijandige koning, maar Leedidi geeft hem een slaapdrank en gaat verder. Dolly en Jerom zijn met de tijmtrotter op weg naar koning Bruttenbol en zijn daar eerder dan Leedidi. In het kamp verslaat Jerom de mannen van de vijandige koning en maakt in het geheim een afspraak. Als Leedidi in het kamp komt, zijn Jerom en Dolly al verdwenen. De vijandige koning wordt aangevallen door Klein Duimpje en wordt door het mannetje verslagen. Leedidi is dolgelukkig en de vijandige koning verlaat het kamp. Hij komt Jerom en Dolly tegen in het bos en daar vraagt Jerom of de vijandige koning zijn opdracht heeft uitgevoerd. Door het toneelstuk is Klein Duimpje zijn minderwaardigheidsgevoel kwijt. 
Dolly en Jerom gaan met de tijmtrotter naar het paleis van de koning en zijn getuige van de terugkomst van de prinses met Klein Duimpje. De koning is erg blij en Klein Duimpje vraagt of hij met de prinses mag trouwen. De  koning wil nadenken, omdat Klein Duimpje zo klein is. Dolly en Jerom halen Astrotol en hij wil Klein Duimpje groter toveren. Per ongeluk maakt hij juist Leedidi kleiner. Het paar krijgt toestemming voor hun huwelijk en Dolly, Jerom en Astrotol gaan terug naar de asteroïde. Ze zijn benieuwd hoe het met de reus is afgelopen en kijken met de telescoop naar het huis. De reus is in opdracht van zijn vrouw de vloer aan het boenen. Jerom en Dolly gaan naar huis en Dolly vertelt de kinderen over de gebeurtenissen op de Duimpjesplaneet. Jerom komt langs met taartjes en Dolly verwelkomt hem met veel enthousiastme. Ze vragen zich af naar welke sprookjesplaneet de volgende reis zal gaan.